# 541 Deborah
Deborah (asteroide 541) é um asteróide da cintura principal com um diâmetro de 57,01 quilómetros, a 2,6632157 UA. Possui uma excentricidade de 0,0535111 e um período orbital de 1 723,96 dias (4,72 anos).
Deborah tem uma velocidade orbital média de 17,75608999 km/s e uma inclinação de 6,00858º.
Esse asteroide foi descoberto em 4 de Agosto de 1904 por Max Wolf.